# Provincetown
Provincetown je město v okresu Barnstable County ve státě Massachusetts ve Spojených státech amerických. K roku 2010 zde žilo 2 942 obyvatel. S celkovou rozlohou 45 km² byla hustota zalidnění 117,2 obyvatel na km².